# Kamienica Maksymiliana Harczyka w Warszawie (ul. Jasna 10)
Kamienica Maksymiliana Harczyka – zabytkowa kamienica znajdująca się przy ul. Jasnej 10 róg ul. Henryka Sienkiewicza w Warszawie.

## Opis
Narożna kamienica należąca do Maksymiliana Harczyka została wzniesiona ok. 1903 według projektu Dawida Landego. W tym samym czasie i dla tego samego inwestora vis-a-vis powstała podobna narożna kamienica pod numerem 8.
Pięciopiętrowy budynek ma 9-osiową fasadę od strony ul. Jasnej, ścięty jednoosiowy narożnik i 11-osiowe skrzydło od strony ul. Sienkiewicza. Fasada ma bogatą secesyjną ornamentykę, a w parterze znajdują się wielkie witryny sklepowe. W okresie międzywojennym budynek był siedzibą wielu przedsiębiorstw, polskich i zagranicznych.
Kamienica jest jedyną w pełni zachowaną kamienicą czynszową w części śródmieścia, w której do 1939 miało siedzibę wiele przedsiębiorstw z sektora usług finansowych (określanego czasem warszawskim „City“). Uszkodzona w czasie powstania warszawskiego, została po II wojnie światowej wyremontowana. W 2007 została wpisana do rejestru zabytków.